# Mambéré
Mambéré  är en 650 km lång flod i Centralafrikanska republiken, som tillsammans med Kadéï bildar Sangha. Den rinner genom  den sydvästra delen av landet, 290 km väster om huvudstaden Bangui.